# Qinngua-dalen
Kanginsap Qinngua, også kaldet Qinnquadalen og Paradisdalen, er en dal i det sydlige Grønland, omkring  15 km fra den nærmeste bygd Tasiusaq, Kujalleq. Dalen huser den eneste naturlige skov i Grønland og er omkring  15 km lang, løber nogenlunde nord til syd og ender ved søen Tasersuag. Søen har udløb i Tasermiut Fjord (en). På begge sider af den smalle dal, er der bjerge på op til 1500 m.
Dalen ligger omkring 50 km fra havet og er beskyttet mod de kolde vinde, der kommer fra de indre gletsjere i Grønland. I alt vokser over 300 planterarter i dalen. Skoven i Qinnguadalen er et krat, der hovedsageligt består af dunbirk (Betula pubescens) og blågrå pil (Salix glauca), der vokser op til 7-8 m højt. Nogle gange vokser labradorrøn (Sorbus groenlandica), som normalt er en busk, til træhøjde. Grøn-el (Alnus crispa) findes også i dalen.
Det er muligt, at andre skove af denne type engang har eksisteret i Grønland, men at disse blev ryddet af tidlige nybyggere og brugt som brænde eller byggemateriale. Dalen kan have været fredet naturområde siden 1930, men fredningsloven er fra 2005.
Selvom næsten hele det isfrie Grønland har et polarklima (ET i Köppens klimaklassifikation), kan Qinnguadalen have et subarktisk (Dfc) klima.
Qinnquadalen er som jagtområde sammen med Aasivissuit optaget på UNESCOs liste over kandidater til verdensarv (tentativ liste over verdensarv).[kilde mangler]